# Josh Owens
Joshua Colton "Josh" Owens (Portsmouth, New Hampshire; 7 de diciembre de 1988) es un exjugador de baloncesto estadounidense que jugó diez años como profesional, la mayor parte en ligas europeas. Con 2,06 metros de altura, jugaba en la posición de ala-pívot.

## Trayectoria deportiva
Tras jugar en Idaho Stampede en la NBA Development League y no ser elegido en el draft de la NBA de 2012, llega a Europa para jugar en Israel en las filas del Hapoel Tel Aviv BC.
En 2014 firma por el Aquila Basket Trento donde realiza una gran temporada.
En 2015, firma por el Reyer Venezia Mestre.
En 206 firma por el AEK Atenas B.C.
[actualizar]
El 2 de febrero de 2021, se compromete con el Metropolitans 92 de la Liga Nacional de Baloncesto de Francia, para ponerse a las órdenes del técnico esloveno Jurij Zdovc.
El 14 de septiembre de 2021, firma por el Ionikos Nikaias B.C. de la A1 Ethniki griega.
El 21 de noviembre de 2021, regresa al Hapoel Tel Aviv B.C. de la Ligat Winner.